# Chapmanita
La chapmanita es un mineral de la clase de los filosilicatos, un silicato de hierro y antimonio. Fue descubierto en 1924, nombrándolo en honor de John E. Chapman (1821-1904), profesor de geología canadiense. 

## Características  físicas y químicas
La chapmanita es el análogo con antimonio del mineral llamado bismutoferrita, con el que puede confundirse. Además de los dos metales que aparecen en su fórmula química, es muy común que lleve impurezas de aluminio. Se forma por alteración de minerales de antimonio. Es de color   verde oliva amarillento, y generalmente aparece como masas compactas o terrosas, o recubriendo otros minerales. Sólo muy excepcionalmente se han encontrado microcristales aciculares, como los de la mina Tafone, en Manciano, Toscana, Italia

## Yacimientos
Es un mineral poco común, habiéndose encontrado en unas cuantas decenas de yacimientos en el mundo. En España se ha encontrado con cierta abundancia en la mina de oro de Carlés, Salas, (Asturias), y, bastante más escaso, en la mina de oro de El Valle-Boinás, en Belmonte (Asturias).

## Usos
Teóricamente podría considerarse como mena del antimonio, pero es demasiado escaso para que tenga utilidad práctica.